# Liste des Régiolis
Cette page est une annexe de l'article « Régiolis ».

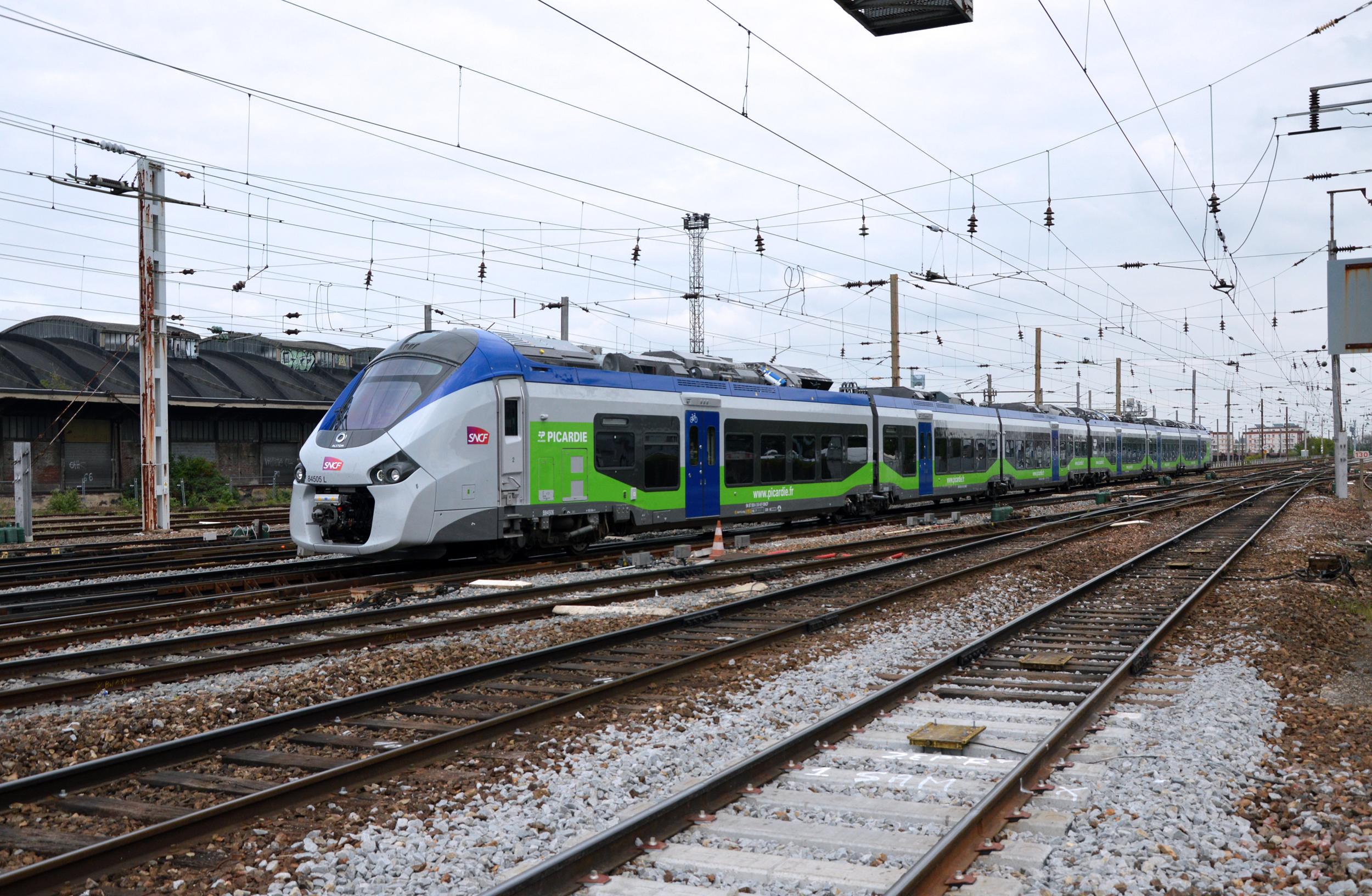
Une rame B 84500 (Régiolis) aux couleurs du TER Picardie, en gare d'Amiens.

Cette liste recense les éléments du parc des Régiolis, matériel roulant de la Société nationale des chemins de fer français (SNCF) circulant depuis 2014 sur le réseau TER français ainsi que le réseau express régional transfrontalier Léman Express.

## État du matériel
| Abréviation STF | Désignation STF                | B 83500 | B 83600 | B 84500 | B 84800 | B 85000 | B 85500 | B 85900 | Z 31500 | Z 51500 | Z 54500 | Z 54900 | Total |
| --------------- | ------------------------------ | ------- | ------- | ------- | ------- | ------- | ------- | ------- | ------- | ------- | ------- | ------- | ----- |
| SAQ             | STF Aquitaine                  | –       | –       | 20      | 6       | –       | –       | –       | –       | 22      | -       | –       | 48    |
| SBF             | STF Bourgogne Franche-Comté    | –       | –       | –       | –       | –       | –       | –       | –       | 24      | 24      | –       | 48    |
| SGE             | STF Grand Est                  | –       | –       | –       | –       | 24      | –       | –       | –       | –       | –       | –       | 24    |
| SHF             | STF Hauts-de-France            | –       | –       | 27      | –       | –       | –       | –       | –       | –       | –       | –       | 27    |
| SOC             | STF Occitanie                  | 25      | –       | 3       | –       | –       | –       | –       | –       | –       | –       | 26      | 54    |
| SNO             | STF Normandie                  | –       | –       | 18      | –       | –       | –       | 10      | –       | –       | –       | –       | 28    |
| SPC             | STF Provence-Alpes-Côte d'Azur | –       | –       | 15      | –       | –       | –       | –       | –       | –       | –       | –       | 15    |
| SPL             | STF Pays de la Loire           | –       | –       | 10      | –       | –       | –       | –       | –       | 10      | –       | –       | 20    |
| SRA             | STF Rhône-Alpes                | –       | –       | 12      | –       | –       | –       | –       | 27      | –       | –       | –       | 39    |
| STA             | STF Alsace                     | 24      | 4       | 10      | 5       | –       | 30      | –       | -       | –       | –       | –       | 73    |
| SVI             | STF Voyages-Intercités         | –       | –       | –       | –       | 15      | –       | –       | –       | 9       | –       | –       | 24    |
| Total           | –                              | 49      | 4       | 115     | 11      | 39      | 30      | 10      | 27      | 65      | 24      | 26      | 400   |

### Liste des Z 31500

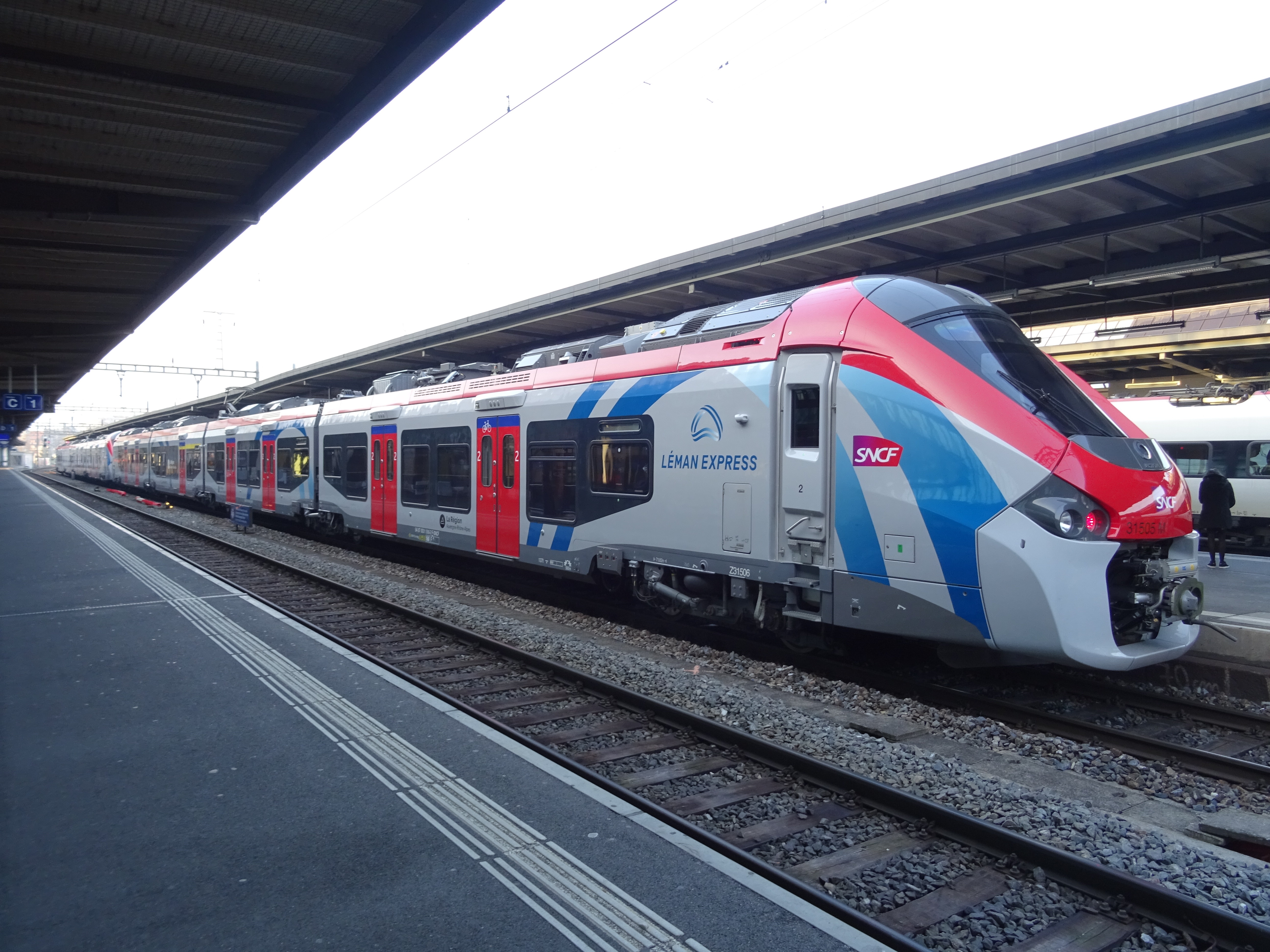
UM de Z 31500 (31505/06 M) en gare de Genève-Cornavin.

Cette liste traite des Z 31500, matériel électrique du Régiolis, train de la SNCF, destiné aux relations du réseau transfrontalier Léman Express.
La rame Z31515/16 a été victime d'une collision avec une camionnette à un passage à niveau le 26 décembre 2022, ayant provoqué un début d'incendie sous une motrice : en effet les batteries de la camionnette se seraient retrouvées coincées sous le train.
| Motrices   | Mise en service  | Radiation | Nombre de caisses | Livrée                   | STF | Région propriétaire  |
| ---------- | ---------------- | --------- | ----------------- | ------------------------ | --- | -------------------- |
| Z 31501/02 | 30 novembre 2019 |           | 4                 | Léman Express            | SRA | Auvergne-Rhône-Alpes |
| Z 31503/04 | 15 novembre 2019 |           | 4                 | Léman Express            | SRA | Auvergne-Rhône-Alpes |
| Z 31505/06 | 30 août 2019     |           | 4                 | Léman Express            | SRA | Auvergne-Rhône-Alpes |
| Z 31507/08 | 5 août 2019      |           | 4                 | Léman Express            | SRA | Auvergne-Rhône-Alpes |
| Z 31509/10 | 9 août 2019      |           | 4                 | Léman Express            | SRA | Auvergne-Rhône-Alpes |
| Z 31511/12 | 30 août 2019     |           | 4                 | Léman Express            | SRA | Auvergne-Rhône-Alpes |
| Z 31513/14 | 11 octobre 2019  |           | 4                 | Léman Express            | SRA | Auvergne-Rhône-Alpes |
| Z 31515/16 | 13 novembre 2019 |           | 4                 | Léman Express            | SRA | Auvergne-Rhône-Alpes |
| Z 31517/18 | 18 octobre 2019  |           | 4                 | Léman Express            | SRA | Auvergne-Rhône-Alpes |
| Z 31519/20 | 18 octobre 2019  |           | 4                 | Léman Express            | SRA | Auvergne-Rhône-Alpes |
| Z 31521/22 | 13 novembre 2019 |           | 4                 | Léman Express            | SRA | Auvergne-Rhône-Alpes |
| Z 31523/24 | 4 novembre 2019  |           | 4                 | Léman Express            | SRA | Auvergne-Rhône-Alpes |
| Z 31525/26 | 30 octobre 2019  |           | 4                 | Léman Express            | SRA | Auvergne-Rhône-Alpes |
| Z 31527/28 | 8 novembre 2019  |           | 4                 | Léman Express            | SRA | Auvergne-Rhône-Alpes |
| Z 31529/30 | 26 novembre 2019 |           | 4                 | Léman Express            | SRA | Auvergne-Rhône-Alpes |
| Z 31531/32 | 14 novembre 2019 |           | 4                 | Léman Express            | SRA | Auvergne-Rhône-Alpes |
| Z 31533/34 | 26 novembre 2019 |           | 4                 | Léman Express            | SRA | Auvergne-Rhône-Alpes |
| Z 31535/36 | 25 février 2021  |           | 4                 | TER Auvergne-Rhône-Alpes | SRA | Auvergne-Rhône-Alpes |
| Z 31537/38 | 5 janvier 2021   |           | 4                 | TER Auvergne-Rhône-Alpes | SRA | Auvergne-Rhône-Alpes |
| Z 31539/40 | 12 février 2021  |           | 4                 | TER Auvergne-Rhône-Alpes | SRA | Auvergne-Rhône-Alpes |
| Z 31541/42 | 8 mars 2021      |           | 4                 | TER Auvergne-Rhône-Alpes | SRA | Auvergne-Rhône-Alpes |
| Z 31543/44 | 11 mai 2021      |           | 4                 | TER Auvergne-Rhône-Alpes | SRA | Auvergne-Rhône-Alpes |
| Z 31545/46 | 29 mars 2021     |           | 4                 | TER Auvergne-Rhône-Alpes | SRA | Auvergne-Rhône-Alpes |
| Z 31547/48 | 4 mai 2021       |           | 4                 | LEX/TER                  | SRA | Auvergne-Rhône-Alpes |
| Z 31549/50 | 4 mai 2021       |           | 4                 | LEX/TER                  | SRA | Auvergne-Rhône-Alpes |
| Z 31551/52 | 16 juin 2021     |           | 4                 | LEX/TER                  | SRA | Auvergne-Rhône-Alpes |
| Z 31553/54 | 29 juin 2021     |           | 4                 | LEX/TER                  | SRA | Auvergne-Rhône-Alpes |

### Liste des Z 51500
.

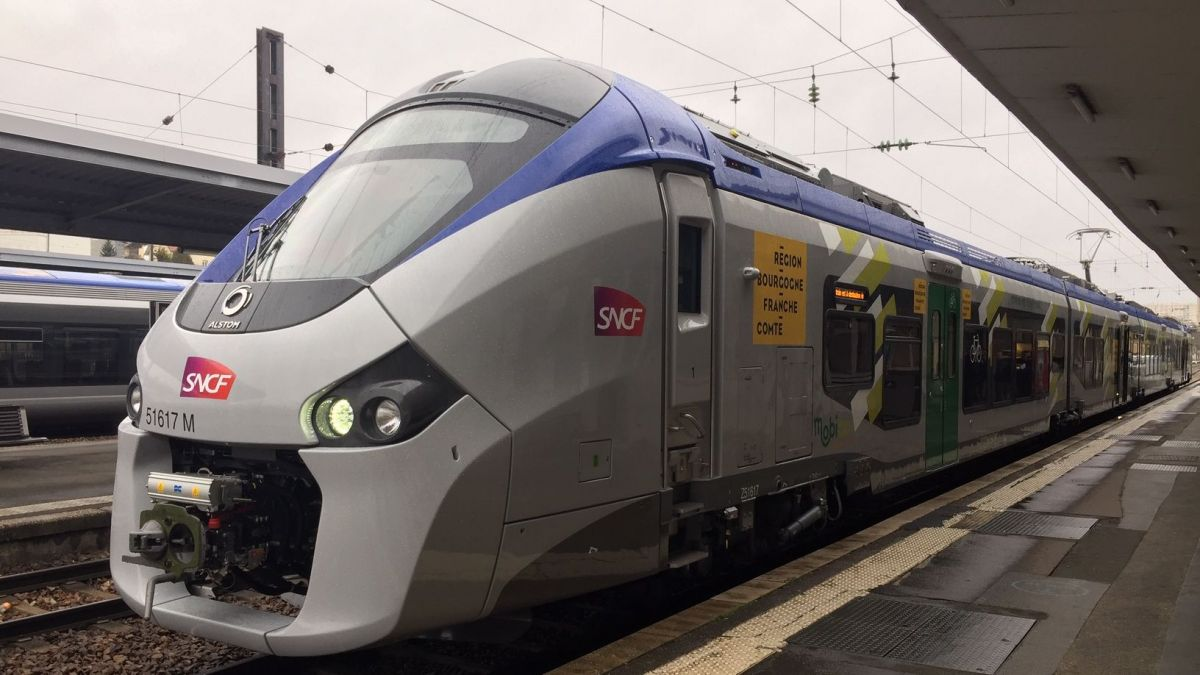
UM de Z 51500 (51617/18 M) en gare de Besançon-Viotte.

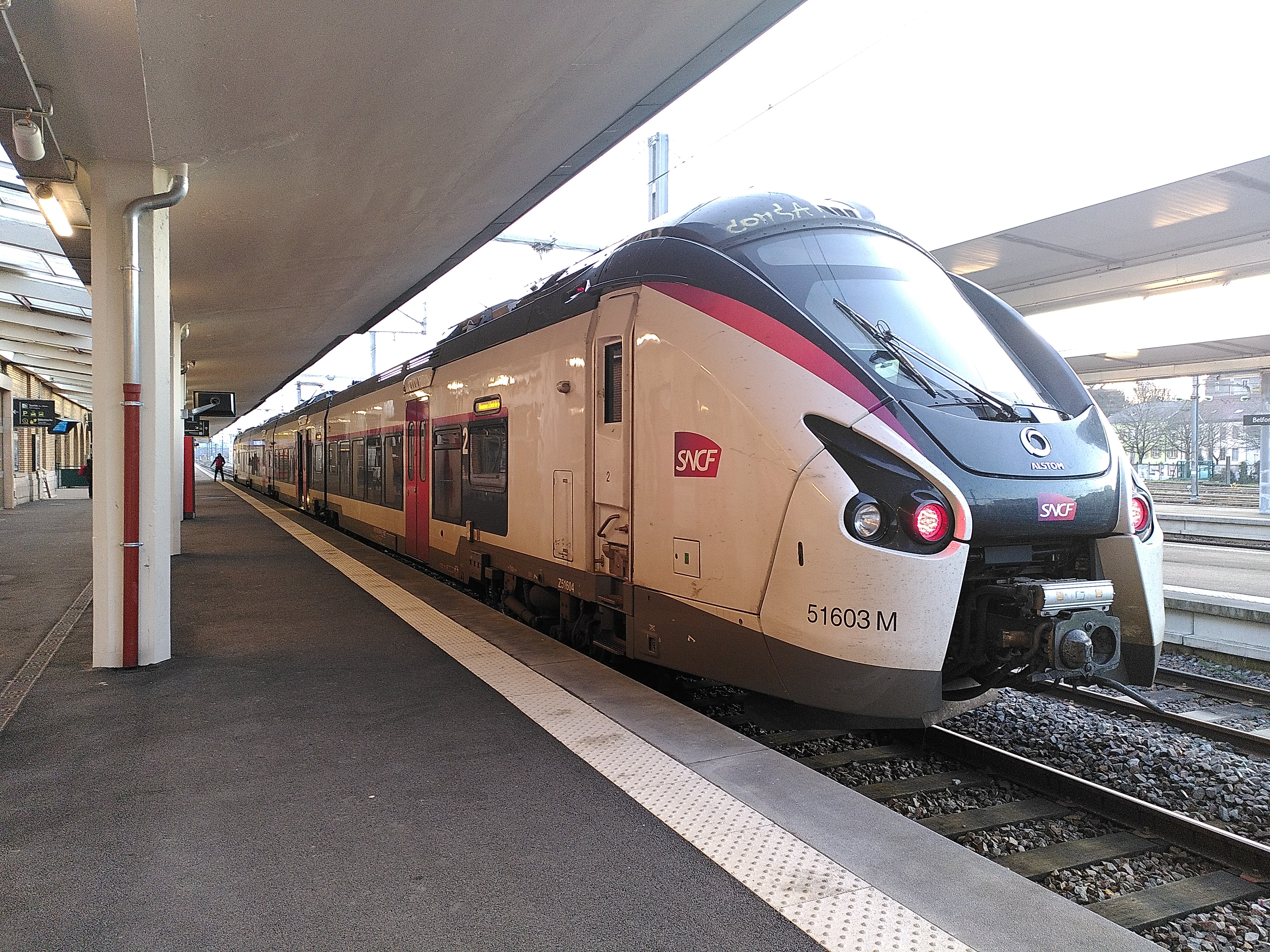
Z 51603 Coradia Liner en gare de Belfort au départ pour Delle le 28/12/2022

Cette liste traite des Z 51500, matériel électrique du Régiolis, train de la SNCF.
Les 9 rames Z 51597 à Z 51614 ont des faces avant, livrées et aménagements intérieurs similaires aux Coradia Liner B 85000. Elles ont été commandées pour la liaison Toulouse - Bayonne.
| Motrices    | Mise en service    | Radiation | Nombre de caisses | Livrée                      | STF | Région propriétaire     |
| ----------- | ------------------ | --------- | ----------------- | --------------------------- | --- | ----------------------- |
| Z 51501/02  | 4 décembre 2015    |           | 4                 | TER Nouvelle-Aquitaine      | SAQ | Nouvelle-Aquitaine      |
| Z 51503/04  | 25 juin 2014       |           | 4                 | TER Nouvelle-Aquitaine      | SAQ | Nouvelle-Aquitaine      |
| Z 51505/06  | 13 juin 2014       |           | 4                 | TER Nouvelle-Aquitaine      | SAQ | Nouvelle-Aquitaine      |
| Z 51507/08  | 17 avril 2014      |           | 4                 | TER Nouvelle-Aquitaine      | SAQ | Nouvelle-Aquitaine      |
| Z 51509/10  | 30 avril 2014      |           | 4                 | TER Nouvelle-Aquitaine      | SAQ | Nouvelle-Aquitaine      |
| Z 51511/12  | 13 juin 2014       |           | 4                 | TER Nouvelle-Aquitaine      | SAQ | Nouvelle-Aquitaine      |
| Z 51513/14  | 26 juillet 2014    |           | 4                 | TER Nouvelle-Aquitaine      | SAQ | Nouvelle-Aquitaine      |
| Z 51515/16  | 7 août 2014        |           | 4                 | TER Nouvelle-Aquitaine      | SAQ | Nouvelle-Aquitaine      |
| Z 51517/18  | 1er septembre 2014 |           | 4                 | TER Nouvelle-Aquitaine      | SAQ | Nouvelle-Aquitaine      |
| Z 51519/20  | 25 novembre 2014   |           | 4                 | TER Nouvelle-Aquitaine      | SAQ | Nouvelle-Aquitaine      |
| Z 51521/22  | 25 novembre 2014   |           | 4                 | TER Nouvelle-Aquitaine      | SAQ | Nouvelle-Aquitaine      |
| Z 51523/24  | 11 mars 2015       |           | 4                 | TER Nouvelle-Aquitaine      | SAQ | Nouvelle-Aquitaine      |
| Z 51525/26  | 16 juin 2015       |           | 4                 | TER Nouvelle-Aquitaine      | SAQ | Nouvelle-Aquitaine      |
| Z 51527/28  | 11 août 2015       |           | 4                 | TER Nouvelle-Aquitaine      | SAQ | Nouvelle-Aquitaine      |
| Z 51529/30  | 1er février 2016   |           | 4                 | TER Nouvelle-Aquitaine      | SAQ | Nouvelle-Aquitaine      |
| Z 51531/32  | 25 février 2016    |           | 4                 | TER Nouvelle-Aquitaine      | SAQ | Nouvelle-Aquitaine      |
| Z 51533/34  | 4 mars 2016        |           | 4                 | TER Nouvelle-Aquitaine      | SAQ | Nouvelle-Aquitaine      |
| Z 51535/36  | 18 mai 2016        |           | 4                 | TER Nouvelle-Aquitaine      | SAQ | Nouvelle-Aquitaine      |
| Z 51537/38  | 18 mai 2016        |           | 4                 | TER Nouvelle-Aquitaine      | SAQ | Nouvelle-Aquitaine      |
| Z 51539/40  | 18 mai 2016        |           | 4                 | TER Nouvelle-Aquitaine      | SAQ | Nouvelle-Aquitaine      |
| Z 51541/42  | 4 juillet 2016     |           | 4                 | TER Nouvelle-Aquitaine      | SAQ | Nouvelle-Aquitaine      |
| Z 51543/44  | 6 juillet 2016     |           | 4                 | TER Nouvelle-Aquitaine      | SAQ | Nouvelle-Aquitaine      |
| Z 51545/46  | 14 avril 2016      |           | 4                 | TER Pays de la Loire        | SPL | Pays de la Loire        |
| Z 51547/48  | 6 juillet 2016     |           | 4                 | TER Pays de la Loire        | SPL | Pays de la Loire        |
| Z 51549/50  | 29 juin 2016       |           | 4                 | TER Pays de la Loire        | SPL | Pays de la Loire        |
| Z 51551/52  | 12 juillet 2016    |           | 4                 | TER Pays de la Loire        | SPL | Pays de la Loire        |
| Z 51553/54  | 21 juin 2016       |           | 4                 | TER Pays de la Loire        | SPL | Pays de la Loire        |
| Z 51555/56  | 27 avril 2017      |           | 4                 | TER Pays de la Loire        | SPL | Pays de la Loire        |
| Z 51557/58  | 3 mai 2017         |           | 4                 | TER Pays de la Loire        | SPL | Pays de la Loire        |
| Z 51559/60  | 1er juin 2017      |           | 4                 | TER Pays de la Loire        | SPL | Pays de la Loire        |
| Z 51561/62  | 12 juillet 2017    |           | 4                 | TER Pays de la Loire        | SPL | Pays de la Loire        |
| Z 51563/64  | 25 juillet 2017    |           | 4                 | TER Pays de la Loire        | SPL | Pays de la Loire        |
| Z 51565/66  | 28 mai 2015        |           | 4                 | TER Bourgogne-Franche-Comté | SBF | Bourgogne-Franche-Comté |
| Z 51567/68  | 10 novembre 2015   |           | 4                 | TER Bourgogne-Franche-Comté | SBF | Bourgogne-Franche-Comté |
| Z 51569/70  | 27 janvier 2016    |           | 4                 | TER Bourgogne-Franche-Comté | SBF | Bourgogne-Franche-Comté |
| Z 51571/72  | 15 septembre 2016  |           | 4                 | TER Bourgogne-Franche-Comté | SBF | Bourgogne-Franche-Comté |
| Z 51573/74  | 6 octobre 2016     |           | 4                 | TER Bourgogne-Franche-Comté | SBF | Bourgogne-Franche-Comté |
| Z 51575/76  | 14 septembre 2016  |           | 4                 | TER Bourgogne-Franche-Comté | SBF | Bourgogne-Franche-Comté |
| Z 51577/78  | 10 octobre 2016    |           | 4                 | TER Bourgogne-Franche-Comté | SBF | Bourgogne-Franche-Comté |
| Z 51579/80  | 25 octobre 2017    |           | 4                 | TER Bourgogne-Franche-Comté | SBF | Bourgogne-Franche-Comté |
| Z 51581/82  | 25 octobre 2017    |           | 4                 | TER Bourgogne-Franche-Comté | SBF | Bourgogne-Franche-Comté |
| Z 51583/84  | 15 novembre 2018   |           | 4                 | TER Bourgogne-Franche-Comté | SBF | Bourgogne-Franche-Comté |
| Z 51585/86  | 13 juin 2018       |           | 4                 | TER Bourgogne-Franche-Comté | SBF | Bourgogne-Franche-Comté |
| Z 51587/88  | 19 juillet 2018    |           | 4                 | TER Bourgogne-Franche-Comté | SBF | Bourgogne-Franche-Comté |
| Z 51589/90  | 19 juillet 2018    |           | 4                 | TER Bourgogne-Franche-Comté | SBF | Bourgogne-Franche-Comté |
| Z 51591/92  | 16 août 2018       |           | 4                 | TER Bourgogne-Franche-Comté | SBF | Bourgogne-Franche-Comté |
| Z 51593/94  | 18 août 2018       |           | 4                 | TER Bourgogne-Franche-Comté | SBF | Bourgogne-Franche-Comté |
| Z 51595/96  | 29 octobre 2018    |           | 4                 | TER Bourgogne-Franche-Comté | SBF | Bourgogne-Franche-Comté |
| Z 51597/98  | 24 avril 2019      |           | 4                 | Carmillon                   | SVI | Intercités              |
| Z 51599/600 | 24 avril 2019      |           | 4                 | Carmillon                   | SVI | Intercités              |
| Z 51601/02  | 24 avril 2019      |           | 4                 | Carmillon                   | SVI | Intercités              |
| Z 51603/04  | 16 avril 2019      |           | 4                 | Carmillon                   | SVI | Intercités              |
| Z 51605/06  | 10 mai 2019        |           | 4                 | Carmillon                   | SVI | Intercités              |
| Z 51607/08  | 6 mai 2019         |           | 4                 | Carmillon                   | SVI | Intercités              |
| Z 51609/10  | 3 juin 2019        |           | 4                 | Carmillon                   | SVI | Intercités              |
| Z 51611/12  | 17 juin 2019       |           | 4                 | Carmillon                   | SVI | Intercités              |
| Z 51613/14  | 21 juin 2019       |           | 4                 | Carmillon                   | SVI | Intercités              |
| Z 51615/16  | 11 février 2019    |           | 4                 | TER Bourgogne-Franche-Comté | SBF | Bourgogne-Franche-Comté |
| Z 51617/18  | 11 février 2019    |           | 4                 | TER Bourgogne-Franche-Comté | SBF | Bourgogne-Franche-Comté |
| Z 51619/20  | 17 janvier 2020    |           | 4                 | TER Bourgogne-Franche-Comté | SBF | Bourgogne-Franche-Comté |
| Z 51621/22  | 5 février 2020     |           | 4                 | TER Bourgogne-Franche-Comté | SBF | Bourgogne-Franche-Comté |
| Z 51623/24  | 13 mars 2020       |           | 4                 | TER Bourgogne-Franche-Comté | SBF | Bourgogne-Franche-Comté |
| Z 51625/26  | 26 février 2020    |           | 4                 | TER Bourgogne-Franche-Comté | SBF | Bourgogne-Franche-Comté |
| Z 51627/28  | 7 mai 2020         |           | 4                 | TER Bourgogne-Franche-Comté | SBF | Bourgogne-Franche-Comté |
| Z 51629/30  | 12 mai 2020        |           | 4                 | TER Bourgogne-Franche-Comté | SBF | Bourgogne-Franche-Comté |

### Liste des Z 54500

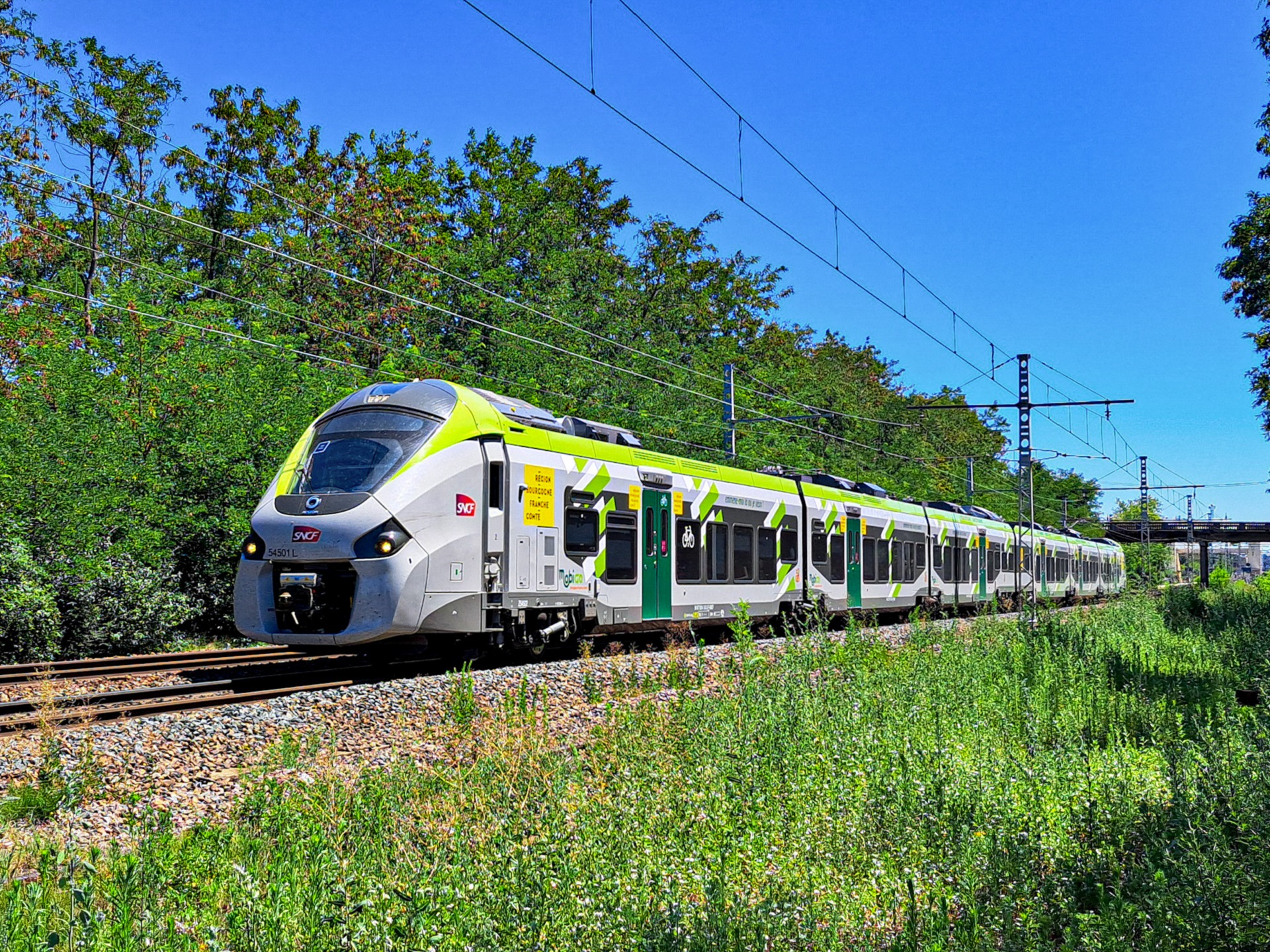
Un Régiolis (Z 54500) dans la commune de Quincieux (69)

Cette liste traite des Z 54500, matériel électrique du Régiolis, train de la SNCF.
| Motrices   | Mise en service   | Radiation | Nombre de caisses | Livrée                      | STF | Région propriétaire     |
| ---------- | ----------------- | --------- | ----------------- | --------------------------- | --- | ----------------------- |
| Z 54501/02 | 16 juin 2022      |           | 6                 | TER Bourgogne-Franche-Comté | SBF | Bourgogne-Franche-Comté |
| Z 54503/04 | 3 mai 2022        |           | 6                 | TER Bourgogne-Franche-Comté | SBF | Bourgogne-Franche-Comté |
| Z 54505/06 | 27 avril 2022     |           | 6                 | TER Bourgogne-Franche-Comté | SBF | Bourgogne-Franche-Comté |
| Z 54507/08 | 3 mai 2022        |           | 6                 | TER Bourgogne-Franche-Comté | SBF | Bourgogne-Franche-Comté |
| Z 54509/10 | 25 mai 2022       |           | 6                 | TER Bourgogne-Franche-Comté | SBF | Bourgogne-Franche-Comté |
| Z 54511/12 | 27 avril 2022     |           | 6                 | TER Bourgogne-Franche-Comté | SBF | Bourgogne-Franche-Comté |
| Z 54513/14 | 16 juin 2022      |           | 6                 | TER Bourgogne-Franche-Comté | SBF | Bourgogne-Franche-Comté |
| Z 54515/16 | 20 juillet 2022   |           | 6                 | TER Bourgogne-Franche-Comté | SBF | Bourgogne-Franche-Comté |
| Z 54517/18 | 2 juin 2022       |           | 6                 | TER Bourgogne-Franche-Comté | SBF | Bourgogne-Franche-Comté |
| Z 54519/20 | 10 juin 2022      |           | 6                 | TER Bourgogne-Franche-Comté | SBF | Bourgogne-Franche-Comté |
| Z 54521/22 | 27 avril 2022     |           | 6                 | TER Bourgogne-Franche-Comté | SBF | Bourgogne-Franche-Comté |
| Z 54523/24 | 28 septembre 2022 |           | 6                 | TER Bourgogne-Franche-Comté | SBF | Bourgogne-Franche-Comté |
| Z 54525/26 | 10 octobre 2022   |           | 6                 | TER Bourgogne-Franche-Comté | SBF | Bourgogne-Franche-Comté |
| Z 54527/28 | 8 juillet 2022    |           | 6                 | TER Bourgogne-Franche-Comté | SBF | Bourgogne-Franche-Comté |
| Z 54529/30 | 29 juillet 2022   |           | 6                 | TER Bourgogne-Franche-Comté | SBF | Bourgogne-Franche-Comté |
| Z 54531/32 | 6 septembre 2022  |           | 6                 | TER Bourgogne-Franche-Comté | SBF | Bourgogne-Franche-Comté |
| Z 54533/34 | 20 mars 2023      |           | 6                 | TER Bourgogne-Franche-Comté | SBF | Bourgogne-Franche-Comté |
| Z 54535/36 | 5 avril 2023      |           | 6                 | TER Bourgogne-Franche-Comté | SBF | Bourgogne-Franche-Comté |
| Z 54537/38 | 26 avril 2023     |           | 6                 | TER Bourgogne-Franche-Comté | SBF | Bourgogne-Franche-Comté |
| Z 54539/40 | 26 avril 2023     |           | 6                 | TER Bourgogne-Franche-Comté | SBF | Bourgogne-Franche-Comté |
| Z 54541/42 | 4 juillet 2023    |           | 6                 | TER Bourgogne-Franche-Comté | SBF | Bourgogne-Franche-Comté |
| Z 54543/44 | 12 juin 2023      |           | 6                 | TER Bourgogne-Franche-Comté | SBF | Bourgogne-Franche-Comté |
| Z 54545/46 | 4 août 2023       |           | 6                 | TER Bourgogne-Franche-Comté | SBF | Bourgogne-Franche-Comté |
| Z 54547/48 | 15 septembre 2023 |           | 6                 | TER Bourgogne-Franche-Comté | SBF | Bourgogne-Franche-Comté |

### Liste des Z 54900

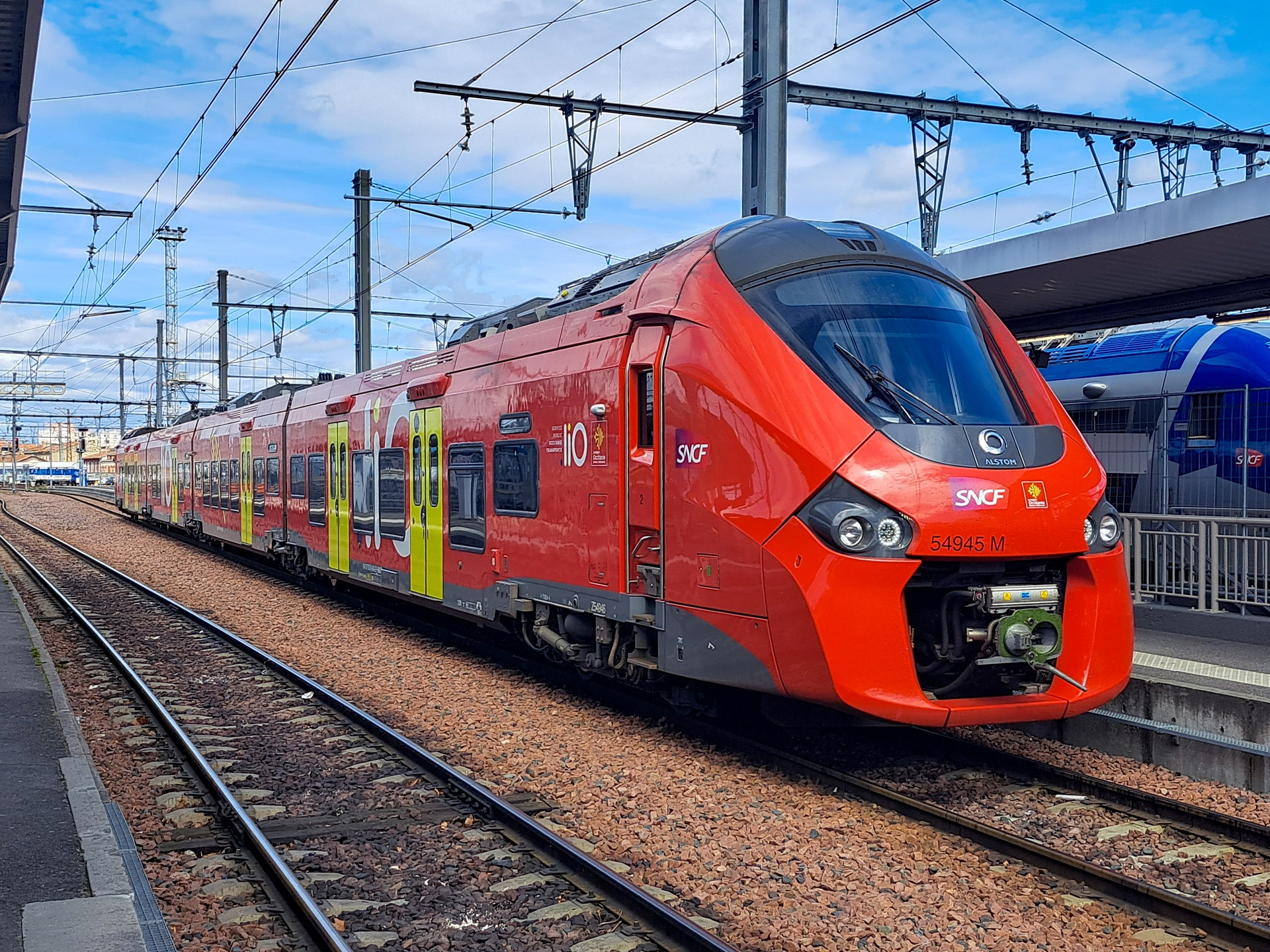
Un Regiolis "LIO Occitanie" en gare de Toulouse Matabiau en 2022.

Cette liste traite des Z 54900, matériel électrique du Régiolis, train de la SNCF.
| Motrices   | Mise en service   | Radiation | Nombre de caisses | Livrée        | STF | Région propriétaire |
| ---------- | ----------------- | --------- | ----------------- | ------------- | --- | ------------------- |
| Z 54901/02 | 12 décembre 2016  |           | 4                 | LiO Occitanie | SOC | Occitanie           |
| Z 54903/04 | 25 mars 2016      |           | 4                 | LiO Occitanie | SOC | Occitanie           |
| Z 54905/06 | 5 avril 2016      |           | 4                 | LiO Occitanie | SOC | Occitanie           |
| Z 54907/08 | 13 avril 2016     |           | 4                 | LiO Occitanie | SOC | Occitanie           |
| Z 54909/10 | 20 avril 2016     |           | 4                 | LiO Occitanie | SOC | Occitanie           |
| Z 54911/12 | 9 mai 2016        |           | 4                 | LiO Occitanie | SOC | Occitanie           |
| Z 54913/14 | 9 mai 2016        |           | 4                 | LiO Occitanie | SOC | Occitanie           |
| Z 54915/16 | 9 juin 2016       |           | 4                 | LiO Occitanie | SOC | Occitanie           |
| Z 54917/18 | 29 juin 2016      |           | 4                 | LiO Occitanie | SOC | Occitanie           |
| Z 54919/20 | 29 juin 2016      |           | 4                 | LiO Occitanie | SOC | Occitanie           |
| Z 54921/22 | 23 juin 2018      |           | 4                 | LiO Occitanie | SOC | Occitanie           |
| Z 54923/24 | 15 mai 2018       |           | 4                 | LiO Occitanie | SOC | Occitanie           |
| Z 54925/26 | 9 novembre 2018   |           | 4                 | LiO Occitanie | SOC | Occitanie           |
| Z 54927/28 | 20 août 2018      |           | 4                 | LiO Occitanie | SOC | Occitanie           |
| Z 54929/30 | 3 octobre 2018    |           | 4                 | LiO Occitanie | SOC | Occitanie           |
| Z 54931/32 | 29 juillet 2020   |           | 4                 | LiO Occitanie | SOC | Occitanie           |
| Z 54933/34 | 19 août 2020      |           | 4                 | LiO Occitanie | SOC | Occitanie           |
| Z 54935/36 | 26 août 2020      |           | 4                 | LiO Occitanie | SOC | Occitanie           |
| Z 54937/38 | 26 août 2020      |           | 4                 | LiO Occitanie | SOC | Occitanie           |
| Z 54939/40 | 9 septembre 2020  |           | 4                 | LiO Occitanie | SOC | Occitanie           |
| Z 54941/42 | 8 septembre 2020  |           | 4                 | LiO Occitanie | SOC | Occitanie           |
| Z 54943/44 | 25 septembre 2020 |           | 4                 | LiO Occitanie | SOC | Occitanie           |
| Z 54945/46 | 19 octobre 2020   |           | 4                 | LiO Occitanie | SOC | Occitanie           |
| Z 54947/48 | 3 novembre 2020   |           | 4                 | LiO Occitanie | SOC | Occitanie           |
| Z 54949/50 | 3 novembre 2020   |           | 4                 | LiO Occitanie | SOC | Occitanie           |
| Z 54951/52 | 3 décembre 2020   |           | 4                 | LiO Occitanie | SOC | Occitanie           |

### Liste des B 83500

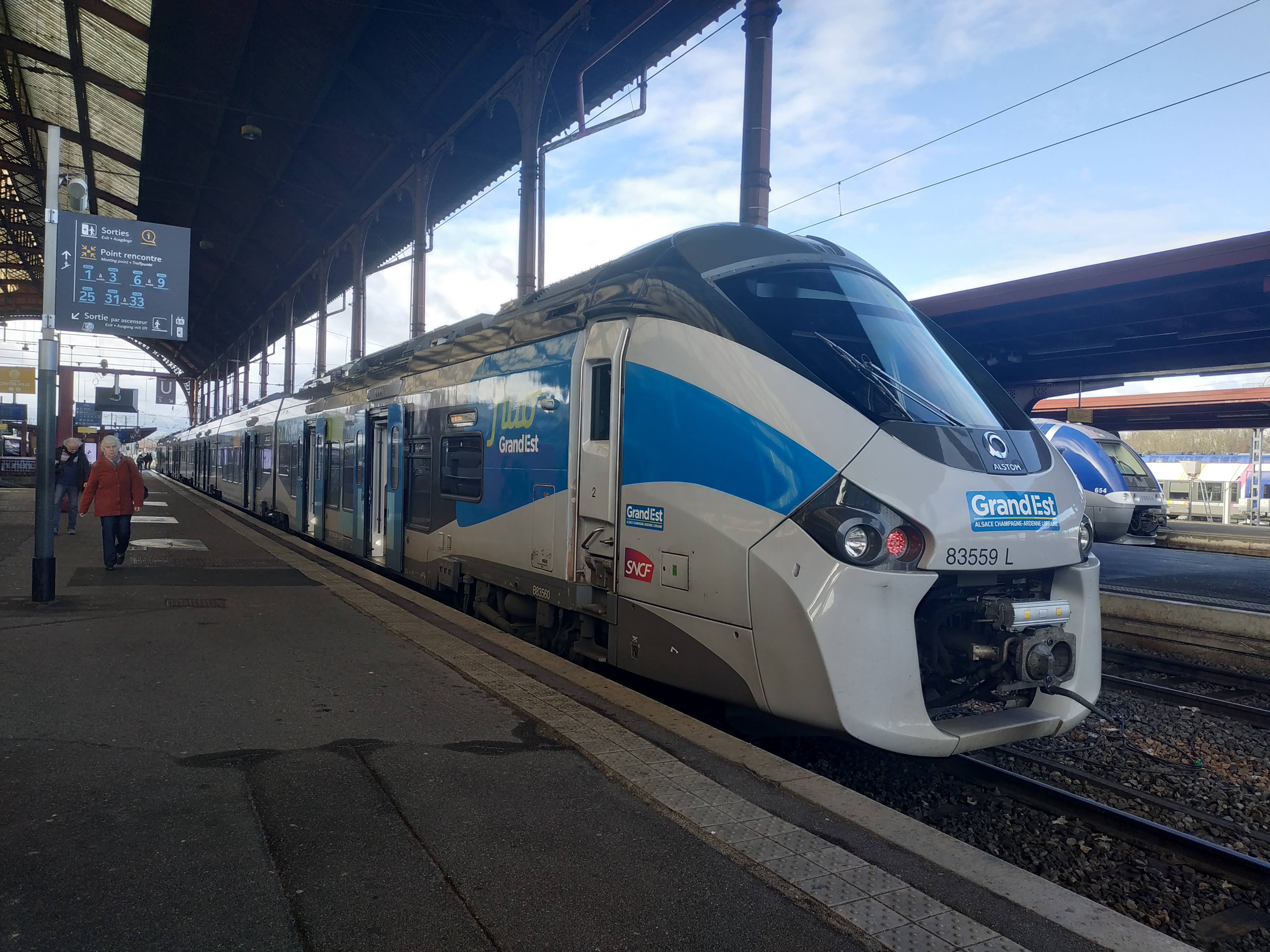
UM de B 83500 (83559/60 L) en livrée Fluo Grand Est, en gare de Strasbourg.

Cette liste traite des B 83500, matériel bimode (électrique et thermique) du Régiolis, train de la SNCF.
| Motrices    | Mise en service    | Radiation   | Nombre de caisses | Livrée         | STF | Région propriétaire |
| ----------- | ------------------ | ----------- | ----------------- | -------------- | --- | ------------------- |
| B 83501/02  | 11 avril 2016      |             | 6                 | TER Alsace     | STA | Grand Est           |
| B 83503/04  | 2 janvier 2017     |             | 6                 | TER Alsace     | STA | Grand Est           |
| B 83505/06  | 27 juin 2017       |             | 6                 | TER Alsace     | STA | Grand Est           |
| B 83507/08  | 28 novembre 2014   |             | 6                 | TER Alsace     | STA | Grand Est           |
| B 83509/10  | 19 décembre 2014   |             | 6                 | TER Alsace     | STA | Grand Est           |
| B 83511/12  | 3 mars 2015        | 14 mai 2024 | 6                 | TER Alsace     | STA | Grand Est           |
| B 83513/14  | 3 mars 2015        |             | 6                 | TER Alsace     | STA | Grand Est           |
| B 83515/16  | 10 novembre 2014   |             | 6                 | TER Alsace     | STA | Grand Est           |
| B 83517/18  | 9 août 2016        |             | 4                 | LiO Occitanie  | SOC | Occitanie           |
| B 83519/20  | 29 juillet 2014    |             | 4                 | TER            | SOC | Occitanie           |
| B 83521/22  | 10 juin 2014       |             | 4                 | LiO Occitanie  | SOC | Occitanie           |
| B 83523/24  | 16 juin 2014       |             | 4                 | LiO Occitanie  | SOC | Occitanie           |
| B 83525/26  | 21 juillet 2014    |             | 4                 | LiO Occitanie  | SOC | Occitanie           |
| B 83527/28  | 1er septembre 2014 |             | 4                 | LiO Occitanie  | SOC | Occitanie           |
| B 83529/30  | 6 octobre 2014     |             | 4                 | LiO Occitanie  | SOC | Occitanie           |
| B 83531/32  | 26 janvier 2015    |             | 4                 | LiO Occitanie  | SOC | Occitanie           |
| B 83533/34  | 27 mars 2015       |             | 4                 | LiO Occitanie  | SOC | Occitanie           |
| B 83535/36  | 8 juin 2015        |             | 4                 | LiO Occitanie  | SOC | Occitanie           |
| B 83537/38  | 8 juin 2015        |             | 4                 | LiO Occitanie  | SOC | Occitanie           |
| B 83539/40  | 1er septembre 2015 |             | 4                 | LiO Occitanie  | SOC | Occitanie           |
| B 83541/42  | 15 septembre 2015  |             | 4                 | LiO Occitanie  | SOC | Occitanie           |
| B 83543/44  | 10 novembre 2015   |             | 4                 | LiO Occitanie  | SOC | Occitanie           |
| B 83545/46  | 16 mars 2016       |             | 4                 | LiO Occitanie  | SOC | Occitanie           |
| B 83547/48  | 31 mars 2014       |             | 4                 | TER Alsace     | STA | Grand Est           |
| B 83549/50  | 31 mars 2014       |             | 4                 | TER Alsace     | STA | Grand Est           |
| B 83551/52  | 30 avril 2014      |             | 4                 | TER Alsace     | STA | Grand Est           |
| B 83553/54  | 30 avril 2014      |             | 4                 | TER Alsace     | STA | Grand Est           |
| B 83555/56  | 12 juin 2014       |             | 4                 | TER Alsace     | STA | Grand Est           |
| B 83557/58  | 25 septembre 2014  |             | 4                 | TER Alsace     | STA | Grand Est           |
| B 83559/60  | 2 juillet 2015     |             | 6                 | Fluo Grand Est | STA | Grand Est           |
| B 83561/62  | 16 décembre 2015   |             | 6                 | TER Alsace     | STA | Grand Est           |
| B 83563/64  | 15 février 2016    |             | 6                 | TER Alsace     | STA | Grand Est           |
| B 83565/66  | 8 février 2016     |             | 6                 | TER Alsace     | STA | Grand Est           |
| B 83567/68  | 26 février 2016    |             | 6                 | TER Alsace     | STA | Grand Est           |
| B 83569/70  | 5 avril 2016       |             | 6                 | TER Alsace     | STA | Grand Est           |
| B 83571/72  | 23 décembre 2016   |             | 6                 | TER Alsace     | STA | Grand Est           |
| B 83573/74  | 21 avril 2017      |             | 6                 | TER Alsace     | STA | Grand Est           |
| B 83575/76  | 5 janvier 2018     |             | 6                 | TER Alsace     | STA | Grand Est           |
| B 83577/78  | 1er août 2017      |             | 6                 | TER Alsace     | STA | Grand Est           |
| B 83579/80  | 11 janvier 2018    |             | 4                 | LiO Occitanie  | SOC | Occitanie           |
| B 83581/82  | 1er février 2018   |             | 4                 | LiO Occitanie  | SOC | Occitanie           |
| B 83583/84  | 26 janvier 2018    |             | 4                 | LiO Occitanie  | SOC | Occitanie           |
| B 83585/86  | 10 mars 2020       |             | 6                 | TER Alsace     | STA | Grand Est           |
| B 83587/88  | 11 mai 2020        |             | 4                 | LiO Occitanie  | SOC | Occitanie           |
| B 83589/90  | 29 mai 2020        |             | 4                 | LiO Occitanie  | SOC | Occitanie           |
| B 83591/92  | 17 juin 2020       |             | 4                 | LiO Occitanie  | SOC | Occitanie           |
| B 83593/94  | 30 juin 2020       |             | 4                 | LiO Occitanie  | SOC | Occitanie           |
| B 83595/96  | 3 juillet 2020     |             | 4                 | LiO Occitanie  | SOC | Occitanie           |
| B 83597/98  | 3 juillet 2020     |             | 4                 | LiO Occitanie  | SOC | Occitanie           |
| B 83599/600 | 29 juillet 2020    |             | 4                 | LiO Occitanie  | SOC | Occitanie           |

Observation :
- B 83511/512 : Radié à la suite d'un heurt avec un camion benne le 24/02/2022 lors du 835016 SG/NY, au PN22 à Hochfelden (67)[12]. Ferraillé en février 2025[13].

### Liste des B 83600
Cette liste traite des B 83600, matériel bimode du Régiolis, train de la SNCF.
| Motrices    | Mise en service  | Radiation | Nombre de caisses | Livrée | STF | Région propriétaire |
| ----------- | ---------------- | --------- | ----------------- | ------ | --- | ------------------- |
| B 83601/602 | 15 novembre 2022 |           | 6                 | TER    | STA | Grand Est           |
| B 83603/604 | 7 décembre 2022  |           | 6                 | TER    | STA | Grand Est           |
| B 83605/606 | 10 février 2023  |           | 6                 | TER    | STA | Grand Est           |
| B 83607/608 | 27 janvier 2023  |           | 6                 | TER    | STA | Grand Est           |

### Liste des B 84500
Cette liste traite des B 84500, matériel bimode du Régiolis, train de la SNCF.
| Motrices    | Mise en service   | Radiation | Nombre de caisses | Livrée                         | STF | Région propriétaire  |
| ----------- | ----------------- | --------- | ----------------- | ------------------------------ | --- | -------------------- |
| B 84501/02  | 14 janvier 2016   |           | 6                 | TER Picardie                   | SHF | Hauts-de-France      |
| B 84503/04  | 24 juin 2016      |           | 6                 | TER Picardie                   | SHF | Hauts-de-France      |
| B 84505/06  | 18 avril 2014     |           | 6                 | TER Picardie                   | SHF | Hauts-de-France      |
| B 84507/08  | 22 mai 2014       |           | 6                 | TER Picardie                   | SHF | Hauts-de-France      |
| B 84509/10  | 12 juin 2014      |           | 6                 | TER Picardie                   | SHF | Hauts-de-France      |
| B 84511/12  | 18 juin 2014      |           | 6                 | TER Picardie                   | SHF | Hauts-de-France      |
| B 84513/14  | 6 juin 2014       |           | 6                 | TER Picardie                   | SHF | Hauts-de-France      |
| B 84515/16  | 1er juillet 2014  |           | 6                 | TER Picardie                   | SHF | Hauts-de-France      |
| B 84517/18  | 23 décembre 2014  |           | 6                 | TER Picardie                   | SHF | Hauts-de-France      |
| B 84519/20  | 20 février 2015   |           | 6                 | TER Picardie                   | SHF | Hauts-de-France      |
| B 84521/22  | 16 avril 2015     |           | 6                 | TER Picardie                   | SHF | Hauts-de-France      |
| B 84523/24  | 29 juin 2015      |           | 6                 | TER Picardie                   | SHF | Hauts-de-France      |
| B 84525/26  | 31 juillet 2015   |           | 6                 | TER Picardie                   | SHF | Hauts-de-France      |
| B 84527/28  | 30 octobre 2015   |           | 6                 | TER Picardie                   | SHF | Hauts-de-France      |
| B 84529/30  | 9 novembre 2015   |           | 6                 | TER Picardie                   | SHF | Hauts-de-France      |
| B 84531/32  | 17 décembre 2015  |           | 6                 | TER Picardie                   | SHF | Hauts-de-France      |
| B 84533/34  | 24 février 2016   |           | 6                 | TER Picardie                   | SHF | Hauts-de-France      |
| B 84535/36  | 30 janvier 2015   |           | 4                 | TER Pays de la Loire           | SPL | Pays de la Loire     |
| B 84537/38  | 30 janvier 2015   |           | 4                 | TER Pays de la Loire           | SPL | Pays de la Loire     |
| B 84539/40  | 4 janvier 2015    |           | 4                 | TER Pays de la Loire           | SPL | Pays de la Loire     |
| B 84541/42  | 10 mars 2015      |           | 4                 | TER Pays de la Loire           | SPL | Pays de la Loire     |
| B 84543/44  | 10 mars 2015      |           | 4                 | TER Pays de la Loire           | SPL | Pays de la Loire     |
| B 84545/46  | 29 avril 2015     |           | 4                 | TER Pays de la Loire           | SPL | Pays de la Loire     |
| B 84547/48  | 16 avril 2015     |           | 4                 | TER Pays de la Loire           | SPL | Pays de la Loire     |
| B 84549/50  | 18 mai 2015       |           | 4                 | TER Pays de la Loire           | SPL | Pays de la Loire     |
| B 84551/52  | 11 mai 2015       |           | 4                 | TER Pays de la Loire           | SPL | Pays de la Loire     |
| B 84553/54  | 21 juillet 2015   |           | 4                 | TER Pays de la Loire           | SPL | Pays de la Loire     |
| B 84555/56  | 9 mai 2016        |           | 6                 | TER Basse-Normandie            | SNO | Normandie            |
| B 84557/58  | 9 octobre 2014    |           | 6                 | TER Basse-Normandie            | SNO | Normandie            |
| B 84559/60  | 18 août 2014      |           | 6                 | TER Basse-Normandie            | SNO | Normandie            |
| B 84561/62  | 19 juin 2014      |           | 6                 | TER Basse-Normandie            | SNO | Normandie            |
| B 84563/64  | 5 juin 2014       |           | 6                 | TER Basse-Normandie            | SNO | Normandie            |
| B 84565/66  | 21 juillet 2014   |           | 6                 | TER Basse-Normandie            | SNO | Normandie            |
| B 84567/68  | 6 octobre 2014    |           | 6                 | TER Basse-Normandie            | STA | Grand Est            |
| B 84569/70  | 18 février 2015   |           | 6                 | TER Basse-Normandie            | SNO | Normandie            |
| B 84571/72  | 20 avril 2015     |           | 6                 | TER Basse-Normandie            | SNO | Normandie            |
| B 84573/74  | 10 juin 2015      |           | 6                 | TER Basse-Normandie            | SNO | Normandie            |
| B 84575/76  | 3 juillet 2015    |           | 6                 | TER Basse-Normandie            | SNO | Normandie            |
| B 84577/78  | 3 juillet 2015    |           | 6                 | TER Basse-Normandie            | SNO | Normandie            |
| B 84579/80  | 5 août 2015       |           | 6                 | TER Basse-Normandie            | SNO | Normandie            |
| B 84581/82  | 4 septembre 2015  |           | 6                 | TER Basse-Normandie            | SNO | Normandie            |
| B 84583/84  | 20 octobre 2015   |           | 6                 | TER Basse-Normandie            | SNO | Normandie            |
| B 84585/86  | 13 janvier 2017   |           | 4                 | TER Lorraine                   | STA | Grand Est            |
| B 84587/88  | 3 juin 2014       |           | 4                 | TER Lorraine                   | STA | Grand Est            |
| B 84589/90  | 27 juin 2014      |           | 4                 | TER Lorraine                   | STA | Grand Est            |
| B 84591/92  | 24 avril 2014     |           | 4                 | TER Lorraine                   | STA | Grand Est            |
| B 84593/94  | 11 juillet 2014   |           | 4                 | Fluo Grand Est                 | STA | Grand Est            |
| B 84595/96  | 11 décembre 2014  |           | 4                 | TER Lorraine                   | STA | Grand Est            |
| B 84597/98  | 29 novembre 2015  |           | 4                 | TER Lorraine                   | STA | Grand Est            |
| B 84599/600 | 11 décembre 2015  |           | 4                 | TER Lorraine                   | STA | Grand Est            |
| B 84601/02  | 10 décembre 2014  |           | 4                 | TER PACA                       | SPC | PACA                 |
| B 84603/04  | 24 mars 2015      |           | 4                 | TER PACA                       | SPC | PACA                 |
| B 84605/06  | 2 mai 2015        |           | 4                 | TER PACA                       | SPC | PACA                 |
| B 84607/08  | 10 juillet 2015   |           | 4                 | TER PACA                       | SPC | PACA                 |
| B 84609/10  | 5 août 2015       |           | 4                 | TER PACA                       | SPC | PACA                 |
| B 84611/12  | 2 octobre 2015    |           | 4                 | TER PACA                       | SPC | PACA                 |
| B 84613/14  | 17 juin 2016      |           | 4                 | TER PACA                       | SPC | PACA                 |
| B 84615/16  | 19 juillet 2016   |           | 4                 | TER PACA                       | SPC | PACA                 |
| B 84617/18  | 19 juillet 2016   |           | 4                 | TER PACA                       | SPC | PACA                 |
| B 84619/20  | 29 août 2016      |           | 4                 | TER PACA                       | SPC | PACA                 |
| B 84621/22  | 9 septembre 2016  |           | 4                 | TER Auvergne-Rhône-Alpes       | SRA | Auvergne-Rhône-Alpes |
| B 84623/24  | 9 septembre 2016  |           | 4                 | TER Auvergne-Rhône-Alpes       | SRA | Auvergne-Rhône-Alpes |
| B 84625/26  | 14 octobre 2016   |           | 4                 | TER Auvergne-Rhône-Alpes       | SRA | Auvergne-Rhône-Alpes |
| B 84627/28  | 14 octobre 2016   |           | 4                 | TER Auvergne-Rhône-Alpes       | SRA | Auvergne-Rhône-Alpes |
| B 84629/30  | 16 novembre 2016  |           | 4                 | TER Auvergne-Rhône-Alpes       | SRA | Auvergne-Rhône-Alpes |
| B 84631/32  | 16 novembre 2016  |           | 4                 | TER Auvergne-Rhône-Alpes       | SRA | Auvergne-Rhône-Alpes |
| B 84633/34  | 17 janvier 2017   |           | 4                 | TER Auvergne-Rhône-AlpesNEUTRE | SRA | Auvergne-Rhône-Alpes |
| B 84635/36  | 13 janvier 2017   |           | 4                 | TER Auvergne-Rhône-Alpes       | SRA | Auvergne-Rhône-Alpes |
| B 84637/38  | 13 février 2017   |           | 4                 | TER Auvergne-Rhône-Alpes       | SRA | Auvergne-Rhône-Alpes |
| B 84639/40  | 22 février 2017   |           | 4                 | TER Auvergne                   | SRA | Auvergne-Rhône-Alpes |
| B 84641/42  | 24 mars 2017      |           | 4                 | TER Auvergne-Rhône-Alpes       | SRA | Auvergne-Rhône-Alpes |
| B 84643/44  | 23 mars 2017      |           | 4                 | TER Auvergne                   | SRA | Auvergne-Rhône-Alpes |
| B 84645/46  | 26 novembre 2014  |           | 4                 | TER Nouvelle-Aquitaine         | SAQ | Nouvelle-Aquitaine   |
| B 84647/48  | 26 novembre 2014  |           | 4                 | TER Nouvelle-Aquitaine         | SAQ | Nouvelle-Aquitaine   |
| B 84649/50  | 30 janvier 2015   |           | 4                 | TER Nouvelle-Aquitaine         | SAQ | Nouvelle-Aquitaine   |
| B 84651/52  | 30 janvier 2015   |           | 4                 | TER Nouvelle-Aquitaine         | SAQ | Nouvelle-Aquitaine   |
| B 84653/54  | 11 mai 2015       |           | 4                 | TER Nouvelle-Aquitaine         | SAQ | Nouvelle-Aquitaine   |
| B 84655/56  | 11 mai 2015       |           | 4                 | TER Nouvelle-Aquitaine         | SAQ | Nouvelle-Aquitaine   |
| B 84657/58  | 22 septembre 2015 |           | 4                 | TER Nouvelle-Aquitaine         | SAQ | Nouvelle-Aquitaine   |
| B 84659/60  | 21 juillet 2015   |           | 4                 | TER Nouvelle-Aquitaine         | SAQ | Nouvelle-Aquitaine   |
| B 84661/62  | 24 octobre 2015   |           | 4                 | TER Nouvelle-Aquitaine         | SAQ | Nouvelle-Aquitaine   |
| B 84663/64  | 3 novembre 2015   |           | 4                 | TER Nouvelle-Aquitaine         | SAQ | Nouvelle-Aquitaine   |
| B 84665/66  | 15 janvier 2016   |           | 4                 | TER Lorraine                   | STA | Grand Est            |
| B 84667/68  | 31 octobre 2016   |           | 4                 | TER Lorraine                   | STA | Grand Est            |
| B 84669/70  | 7 décembre 2018   |           | 4                 | TER Nouvelle-Aquitaine         | SAQ | Nouvelle-Aquitaine   |
| B 84671/72  | 3 août 2018       |           | 4                 | TER Nouvelle-Aquitaine         | SAQ | Nouvelle-Aquitaine   |
| B 84673/74  | 9 août 2018       |           | 4                 | TER Nouvelle-Aquitaine         | SAQ | Nouvelle-Aquitaine   |
| B 84675/76  | 5 octobre 2018    |           | 4                 | TER Nouvelle-Aquitaine         | SAQ | Nouvelle-Aquitaine   |
| B 84677/78  | 19 octobre 2018   |           | 4                 | TER Nouvelle-Aquitaine         | SAQ | Nouvelle-Aquitaine   |
| B 84679/80  | 6 novembre 2018   |           | 4                 | TER Nouvelle-Aquitaine         | SAQ | Nouvelle-Aquitaine   |
| B 84681/82  | 23 novembre 2018  |           | 4                 | TER Nouvelle-Aquitaine         | SAQ | Nouvelle-Aquitaine   |
| B 84683/84  | 29 novembre 2018  |           | 4                 | TER Nouvelle-Aquitaine         | SAQ | Nouvelle-Aquitaine   |
| B 84685/86  | 7 janvier 2019    |           | 4                 | TER Nouvelle-Aquitaine         | SAQ | Nouvelle-Aquitaine   |
| B 84687/88  | 7 janvier 2019    |           | 4                 | TER Nouvelle-Aquitaine         | SAQ | Nouvelle-Aquitaine   |
| B 84689/90  | 10 décembre 2018  |           | 4                 | TER Normandie                  | SNO | Normandie            |
| B 84691/92  | 21 janvier 2019   |           | 4                 | TER Normandie                  | SNO | Normandie            |
| B 84693/94  | 21 janvier 2019   |           | 4                 | TER Normandie                  | SNO | Normandie            |
| B 84695/96  | 25 juillet 2019   |           | 4                 | LiO Occitanie                  | SOC | Occitanie            |
| B 84697/98  | 29 novembre 2019  |           | 4                 | LiO Occitanie                  | SOC | Occitanie            |
| B 84699/700 | 11 décembre 2019  |           | 4                 | LiO Occitanie                  | SOC | Occitanie            |
| B 84701/02  | 8 avril 2019      |           | 6                 | TER Hauts-de-France            | SHF | Hauts-de-France      |
| B 84703/04  | 29 mars 2019      |           | 6                 | TER Hauts-de-France            | SHF | Hauts-de-France      |
| B 84705/06  | 8 avril 2019      |           | 6                 | TER Hauts-de-France            | SHF | Hauts-de-France      |
| B 84707/08  | 10 mai 2019       |           | 6                 | TER Hauts-de-France            | SHF | Hauts-de-France      |
| B 84709/10  | 10 mai 2019       |           | 6                 | TER Hauts-de-France            | SHF | Hauts-de-France      |
| B 84711/12  | 11 juin 2019      |           | 6                 | TER Hauts-de-France            | SHF | Hauts-de-France      |
| B 84713/14  | 1er juillet 2019  |           | 6                 | TER Hauts-de-France            | SHF | Hauts-de-France      |
| B 84715/16  | 11 juillet 2019   |           | 6                 | TER Hauts-de-France            | SHF | Hauts-de-France      |
| B 84717/18  | 20 août 2019      |           | 6                 | TER Hauts-de-France            | SHF | Hauts-de-France      |
| B 84719/20  | 4 décembre 2019   |           | 6                 | TER Hauts-de-France            | SHF | Hauts-de-France      |
| B 84721/22  | 10 novembre 2020  |           | 4                 | TER ZOU !                      | SPC | PACA                 |
| B 84723/24  | 12 novembre 2020  |           | 4                 | TER ZOU !                      | SPC | PACA                 |
| B 84725/26  | 11 décembre 2020  |           | 4                 | TER ZOU !                      | SPC | PACA                 |
| B 84727/28  | 18 janvier 2021   |           | 4                 | TER ZOU !                      | SPC | PACA                 |
| B 84729/30  | 19 janvier 2021   |           | 4                 | TER ZOU !                      | SPC | PACA                 |

### Liste des B 84800
Cette liste traite des B 84800, matériel bimode du Régiolis, train de la SNCF.
| Motrices   | Mise en service    | Radiation | Nombre de caisses | Livrée         | STF | Région propriétaire |
| ---------- | ------------------ | --------- | ----------------- | -------------- | --- | ------------------- |
| B 84801/02 | 10 décembre 2022   |           | 4                 | Fluo Grand Est | STA | Grand Est           |
| B 84803/04 | 5 décembre 2022    |           | 4                 | Fluo Grand Est | STA | Grand Est           |
| B 84805/06 | 19 janvier 2023    |           | 4                 | Fluo Grand Est | STA | Grand Est           |
| B 84807/08 | 16 décembre 2022   |           | 4                 | Fluo Grand Est | STA | Grand Est           |
| B 84809/10 | 5 février 2023     |           | 4                 | Fluo Grand Est | STA | Grand Est           |
| B 84811/12 | 4 juin 2025        |           | 4                 | TER            | SAQ | Nouvelle Aquitaine  |
| B 84813/14 | 4 juin 2025        |           | 4                 | TER            | SAQ | Nouvelle Aquitaine  |
| B 84815/16 | 4 juin 2025        |           | 4                 | TER            | SAQ | Nouvelle Aquitaine  |
| B 84817/18 | 4 juin 2025        |           | 4                 | TER            | SAQ | Nouvelle Aquitaine  |
| B 84819/20 | 4 juin 2025        |           | 4                 | TER            | SAQ | Nouvelle Aquitaine  |
| B 84821/22 | 4 juin 2025        |           | 4                 | TER            | SAQ | Nouvelle Aquitaine  |
| B 84823/24 | Livraison en cours |           | 4                 | TER            | SAQ | Nouvelle Aquitaine  |
| B 84825/26 | Livraison en cours |           | 4                 | TER            | SAQ | Nouvelle Aquitaine  |
| B 84827/28 | Livraison en cours |           | 4                 | TER            | SAQ | Nouvelle Aquitaine  |
| B 84829/30 | Livraison en cours |           | 4                 | TER            | SAQ | Nouvelle Aquitaine  |
| B 84831/32 | Livraison en cours |           | 4                 | TER            | SAQ | Nouvelle Aquitaine  |

### Liste des B 85000

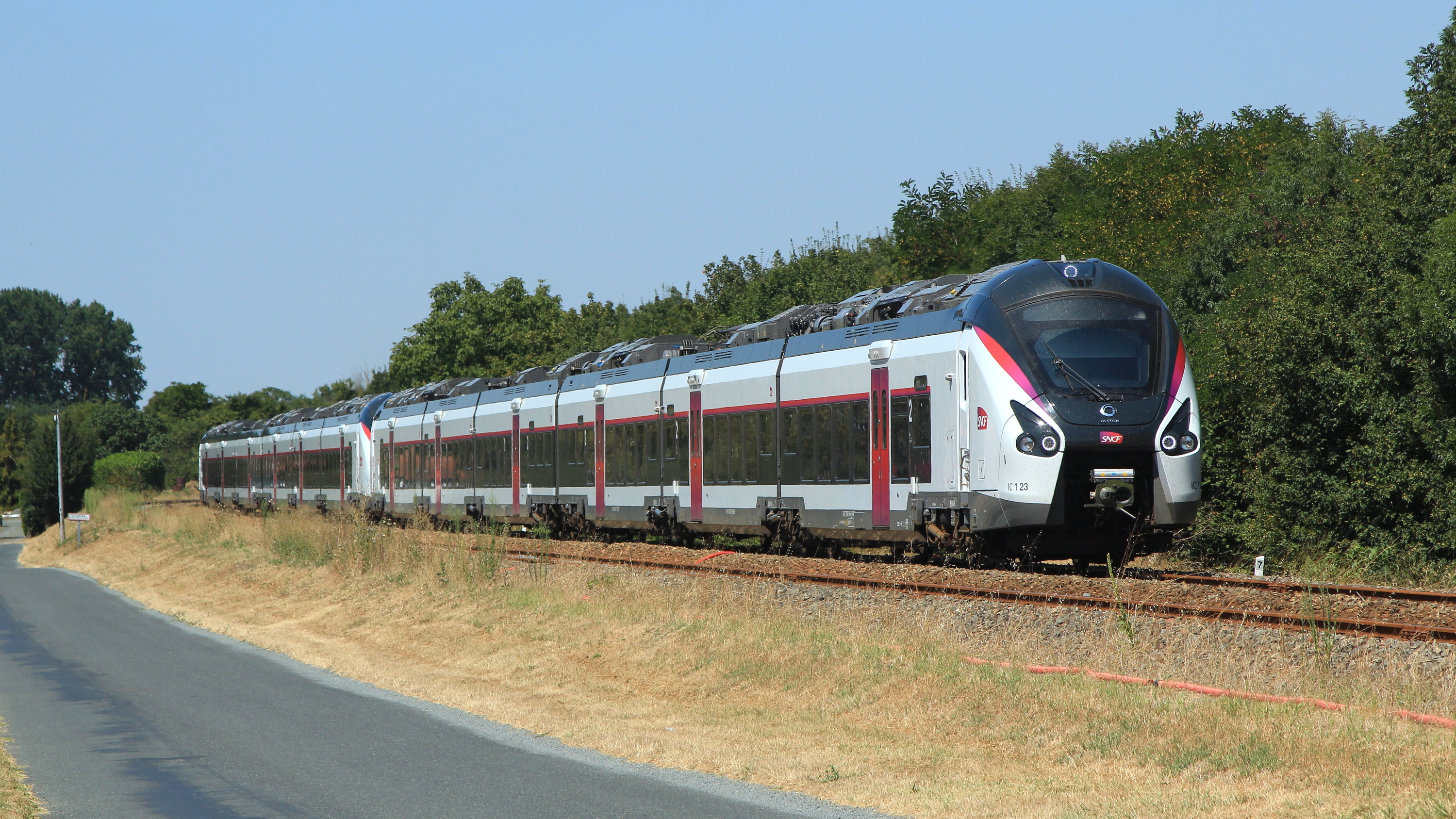
UM de B 85000 sur un Intercités Nantes - Bordeaux.

Cette liste traite des B 85000, matériel bimode du Régiolis, train de la SNCF.
| Motrices   | Mise en service    | Radiation | Nombre de caisses | Livrée         | STF | Propriétaire |
| ---------- | ------------------ | --------- | ----------------- | -------------- | --- | ------------ |
| B 85001/02 | 29 juin 2017       |           | 6                 | Carmillon      | SVI | Intercités   |
| B 85003/04 | 12 décembre 2016   |           | 6                 | Carmillon      | SGE | Grand Est    |
| B 85005/06 | 12 décembre 2016   |           | 6                 | Carmillon      | SGE | Grand Est    |
| B 85007/08 | 2 décembre 2016    |           | 6                 | Carmillon      | SGE | Grand Est    |
| B 85009/10 | 2 décembre 2016    |           | 6                 | Carmillon      | SGE | Grand Est    |
| B 85011/12 | 15 décembre 2016   |           | 6                 | Carmillon      | SGE | Grand Est    |
| B 85013/14 | 16 décembre 2016   |           | 6                 | Carmillon      | SGE | Grand Est    |
| B 85015/16 | 26 décembre 2016   |           | 6                 | Carmillon      | SGE | Grand Est    |
| B 85017/18 | 23 décembre 2016   |           | 6                 | Carmillon      | SGE | Grand Est    |
| B 85019/20 | 23 décembre 2016   |           | 6                 | Carmillon      | SGE | Grand Est    |
| B 85021/22 | 7 mars 2017        |           | 6                 | Carmillon      | SGE | Grand Est    |
| B 85023/24 | 7 mars 2017        |           | 6                 | Carmillon      | SGE | Grand Est    |
| B 85025/26 | 2 mars 2017        |           | 6                 | Carmillon      | SGE | Grand Est    |
| B 85027/28 | 10 juillet 2017    | GRD       | 6                 | Carmillon      | SGE | Grand Est    |
| B 85029/30 | 3 avril 2017       |           | 6                 | Carmillon      | SGE | Grand Est    |
| B 85031/32 | 3 avril 2017       |           | 6                 | Carmillon      | SGE | Grand Est    |
| B 85033/34 | 4 mai 2017         |           | 6                 | Carmillon      | SGE | Grand Est    |
| B 85035/36 | 15 mai 2017        |           | 6                 | Carmillon      | SGE | Grand Est    |
| B 85037/38 | 15 mai 2017        |           | 6                 | Carmillon      | SGE | Grand Est    |
| B 85039/40 | 1er juin 2017      |           | 6                 | Carmillon      | SGE | Grand Est    |
| B 85041/42 | 27 juillet 2017    |           | 6                 | Carmillon      | SVI | Intercités   |
| B 85043/44 | 2 août 2017        |           | 6                 | Carmillon      | SVI | Intercités   |
| B 85045/46 | 2 août 2017        |           | 6                 | Carmillon      | SVI | Intercités   |
| B 85047/48 | 27 juillet 2017    |           | 6                 | Carmillon      | SVI | Intercités   |
| B 85049/50 | 1er septembre 2017 |           | 6                 | Carmillon      | SVI | Intercités   |
| B 85051/52 | 1er septembre 2017 |           | 6                 | Carmillon      | SVI | Intercités   |
| B 85053/54 | 20 octobre 2017    |           | 6                 | Carmillon      | SVI | Intercités   |
| B 85055/56 | 13 octobre 2017    |           | 6                 | Carmillon      | SVI | Intercités   |
| B 85057/58 | 19 octobre 2017    |           | 6                 | Carmillon      | SVI | Intercités   |
| B 85059/60 | 15 novembre 2017   |           | 6                 | Carmillon      | SVI | Intercités   |
| B 85061/62 | 15 novembre 2017   |           | 6                 | Carmillon      | SVI | Intercités   |
| B 85063/64 | 8 décembre 2017    |           | 6                 | Carmillon      | SVI | Intercités   |
| B 85065/66 | 5 décembre 2017    |           | 6                 | Carmillon      | SVI | Intercités   |
| B 85067/68 | 4 janvier 2018     |           | 6                 | Carmillon      | SVI | Intercités   |
| B 85069/70 | 11 février 2019    |           | 6                 | Carmillon      | SGE | Grand Est    |
| B 85071/72 | 11 février 2019    |           | 6                 | Carmillon      | SGE | Grand Est    |
| B 85073/74 | 20 janvier 2020    |           | 6                 | Fluo Grand Est | SGE | Grand Est    |
| B 85075/76 | 21 janvier 2020    |           | 6                 | Fluo Grand Est | SGE | Grand Est    |
| B 85077/78 | 28 février 2020    |           | 6                 | Fluo Grand Est | SGE | Grand Est    |

Observation :
- B 85027/28 : rame garée en Réparation Différé (GRD) à la suite d'un heurt avec une remorque à 130km/h le 18/04/2025 à Saint-Julien (21) vers 8h45[26].

### Liste des B 85500

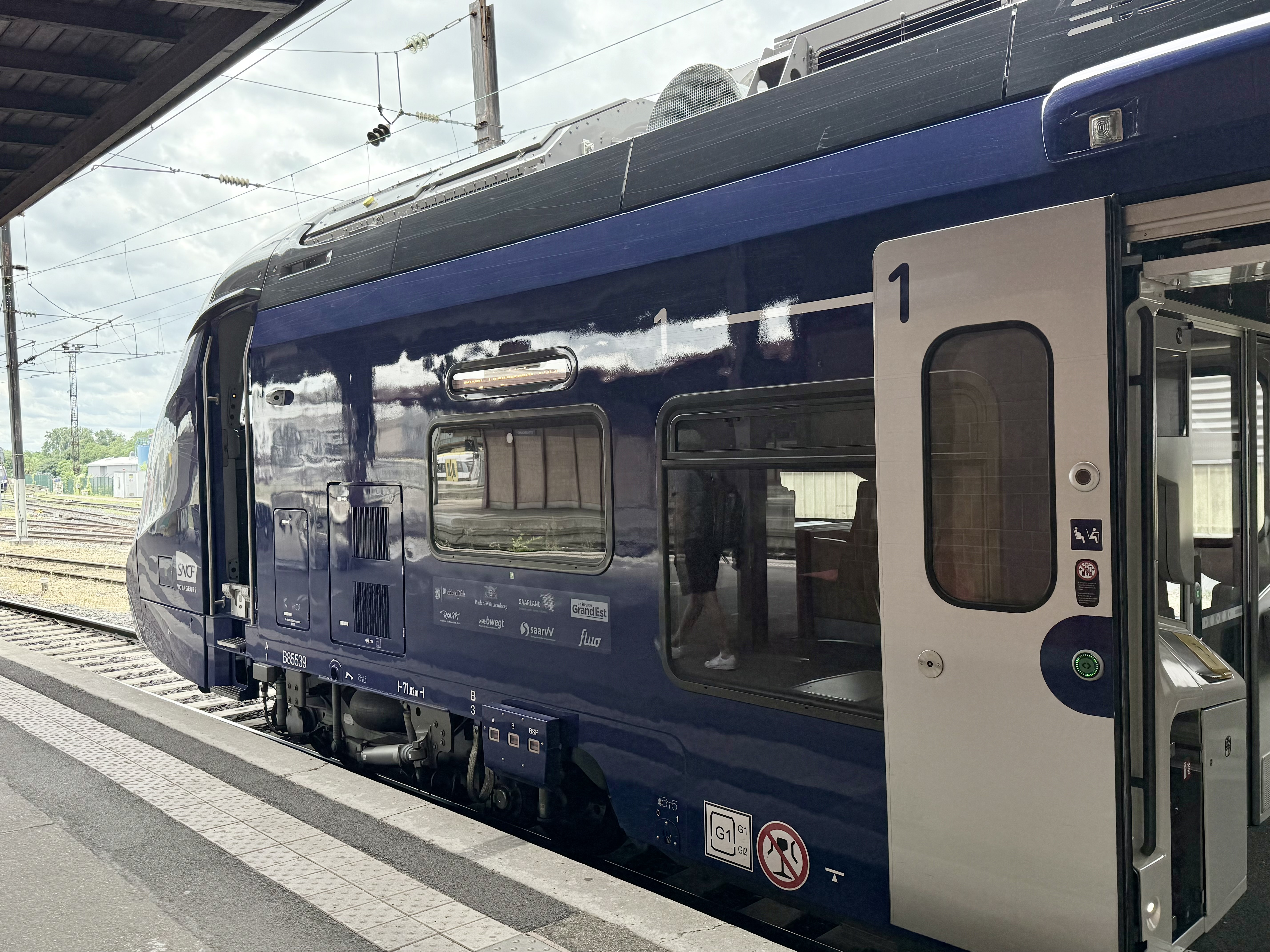
US de B 85500 (B 85539/40 M) en livrée Transfrontalière, en gare de Strasbourg.

Cette liste traite des B 85500, matériel bimode et bicourant, destiné à la desserte transfrontalière franco-allemande, du Régiolis, train de la SNCF.
| Motrices   | Mise en service  | Radiation | Nombre de caisses | Livrée           | STF | Région propriétaire |
| ---------- | ---------------- | --------- | ----------------- | ---------------- | --- | ------------------- |
| B 85501/02 | 13 juin 2025     |           | 4                 | Transfrontalière | STA | Grand Est           |
| B 85503/04 | 12 mars 2025     |           | 4                 | Transfrontalière | STA | Grand Est           |
| B 85505/06 | 4 mars 2025      |           | 4                 | Transfrontalière | STA | Grand Est           |
| B 85507/08 | 22 janvier 2025  |           | 4                 | Transfrontalière | STA | Grand Est           |
| B 85509/10 | 22 janvier 2025  |           | 4                 | Transfrontalière | STA | Grand Est           |
| B 85511/12 | 17 avril 2025    |           | 4                 | Transfrontalière | STA | Grand Est           |
| B 85513/14 | 17 avril 2025    |           | 4                 | Transfrontalière | STA | Grand Est           |
| B 85515/16 | 2 décembre 2024  |           | 4                 | Transfrontalière | STA | Grand Est           |
| B 85517/18 | 10 décembre 2024 |           | 4                 | Transfrontalière | STA | Grand Est           |
| B 85519/20 | 6 février 2025   |           | 4                 | Transfrontalière | STA | Grand Est           |
| B 85521/22 | 4 mars 2025      |           | 4                 | Transfrontalière | STA | Grand Est           |
| B 85523/24 | 28 mars 2025     |           | 4                 | Transfrontalière | STA | Grand Est           |
| B 85525/26 | 27 mai 2025      |           | 4                 | Transfrontalière | STA | Grand Est           |
| B 85527/28 | 1er avril 2025   |           | 4                 | Transfrontalière | STA | Grand Est           |
| B 85529/30 | 17 avril 2025    |           | 4                 | Transfrontalière | STA | Grand Est           |
| B 85531/32 | 7 novembre 2024  |           | 4                 | Transfrontalière | STA | Grand Est           |
| B 85533/34 | 7 novembre 2024  |           | 4                 | Transfrontalière | STA | Grand Est           |
| B 85535/36 | 7 novembre 2024  |           | 4                 | Transfrontalière | STA | Grand Est           |
| B 85537/38 | 7 novembre 2024  |           | 4                 | Transfrontalière | STA | Grand Est           |
| B 85539/40 | 14 mai 2025      |           | 4                 | Transfrontalière | STA | Grand Est           |
| B 85541/42 | 7 février 2025   |           | 4                 | Transfrontalière | STA | Grand Est           |
| B 85543/44 | 15 novembre 2024 |           | 4                 | Transfrontalière | STA | Grand Est           |
| B 85545/46 | 7 novembre 2024  |           | 4                 | Transfrontalière | STA | Grand Est           |
| B 85547/48 | 7 novembre 2024  |           | 4                 | Transfrontalière | STA | Grand Est           |
| B 85549/50 | 7 novembre 2024  |           | 4                 | Transfrontalière | STA | Grand Est           |
| B 85551/52 | 7 novembre 2024  |           | 4                 | Transfrontalière | STA | Grand Est           |
| B 85553/54 | 18 novembre 2024 |           | 4                 | Transfrontalière | STA | Grand Est           |
| B 85555/56 | 12 décembre 2024 |           | 4                 | Transfrontalière | STA | Grand Est           |
| B 85557/58 | 5 décembre 2024  |           | 4                 | Transfrontalière | STA | Grand Est           |
| B 85559/60 | 20 décembre 2024 |           | 4                 | Transfrontalière | STA | Grand Est           |

Ce sont des rames de 4 caisses chacune en livrée bleu foncée spéciale Transfrontalière France Allemagne. Les premières circulations en Allemagne sont prévues en 2026.

### Liste des B 85900

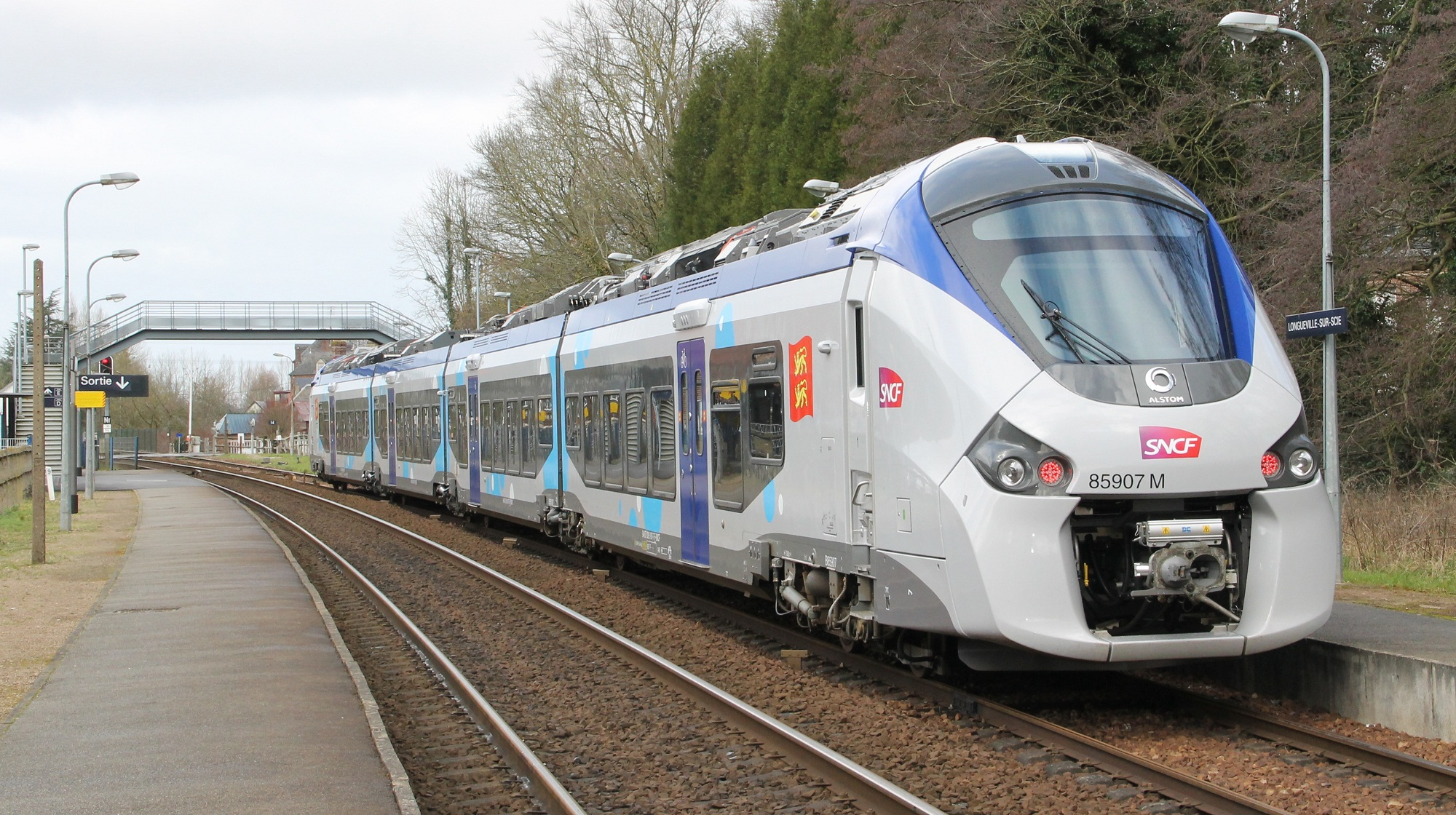
US de B 85900 (B 85907/08 M) en livrée Haute-Normandie, en gare de Longueville-sur-Scie.

Cette liste traite des B 85900, matériel bimode du Régiolis, train de la SNCF.
| Motrices   | Mise en service  | Radiation | Nombre de caisses | Livrée              | STF | Région propriétaire |
| ---------- | ---------------- | --------- | ----------------- | ------------------- | --- | ------------------- |
| B 85901/02 | 16 novembre 2016 |           | 4                 | TER Haute-Normandie | SNO | Normandie           |
| B 85903/04 | 30 juillet 2015  |           | 4                 | TER Haute-Normandie | SNO | Normandie           |
| B 85905/06 | 9 septembre 2015 |           | 4                 | TER Haute-Normandie | SNO | Normandie           |
| B 85907/08 | 5 octobre 2015   |           | 4                 | TER Haute-Normandie | SNO | Normandie           |
| B 85909/10 | 10 novembre 2015 |           | 4                 | TER Haute-Normandie | SNO | Normandie           |
| B 85911/12 | 10 novembre 2015 |           | 4                 | TER Haute-Normandie | SNO | Normandie           |
| B 85913/14 | 7 janvier 2016   |           | 4                 | TER Haute-Normandie | SNO | Normandie           |
| B 85915/16 | 7 janvier 2016   |           | 4                 | TER Haute-Normandie | SNO | Normandie           |
| B 85917/18 | 10 février 2016  |           | 4                 | TER Haute-Normandie | SNO | Normandie           |
| B 85919/20 | 6 juillet 2016   |           | 4                 | TER Haute-Normandie | SNO | Normandie           |